# Trachythorax sparaxes
Trachythorax sparaxes är en insektsart som först beskrevs av John Obadiah Westwood 1859.  Trachythorax sparaxes ingår i släktet Trachythorax och familjen Diapheromeridae. Inga underarter finns listade i Catalogue of Life.